# Greg Vanney
Greg Vanney (South Boston, 11 juni 1974) is een Amerikaans voormalig voetballer en huidig voetbaltrainer die doorgaans speelde als centrale verdediger. Tussen 1996 en 2008 was hij actief voor LA Galaxy, SC Bastia, FC Dallas, Colorado Rapids, D.C. United en opnieuw LA Galaxy. Vanney werd na zijn loopbaan als voetballer trainer en werd in januari 2021 aangesteld bij LA Galaxy. Hij is een oom van voetballer Eriq Zavaleta.

## Clubcarrière
Vanney voetbalde op de Marcos de Niza High School in Tempe, voor hij in 1996 gekozen werd in de MLS College Draft door LA Galaxy. Die club verhuurde hem eerst aan Sacramento Scorpions. Hier speelde hij drie wedstrijden voor hij weer terugkeerde bij LA Galaxy en daar in het eerste elftal mocht spelen. Vanaf zijn eerste seizoen had hij direct overwegend een basisplaats bij Galaxy. In zijn zes seizoenen bij de club uit Los Angeles bereikte hij tweemaal de finale van de CONCACAF Champions League, welke in 2000 ook gewonnen werd. In juli 2001 maakte Vanney transfervrij de overstap naar SC Bastia, uitkomend in de Ligue 1. Hier bereikte hij in zijn eerste seizoen de finale van de Coupe de France, de eerste voor Bastia sinds 1981. De Amerikaan keerde in januari 2005 terug naar zijn vaderland, om voor FC Dallas te gaan spelen. Twee jaar later verkaste hij naar Colorado Rapids, wat hem na een half seizoen naar D.C. United liet vertrekken. In februari 2008 keerde Vanney voor een seizoen terug bij LA Galaxy. Hij kondigde in oktober van dat jaar zijn pensioen als actieve voetballer aan, op vierendertigjarige leeftijd.

## Clubstatistieken
| Seizoen | Club                   | Competitie          | Competitie | Competitie | Beker | Beker | Internationaal | Internationaal | Totaal | Totaal |
| Seizoen | Club                   | Competitie          | Wed.       | Dlp.       | Wed.  | Dlp.  | Wed.           | Dlp.           | Wed.   | Dlp.   |
| ------- | ---------------------- | ------------------- | ---------- | ---------- | ----- | ----- | -------------- | -------------- | ------ | ------ |
| 1996    | → Sacramento Scorpions | USISL               | 3          | 3          | —     | —     | —              | —              | 3      | 3      |
| 1996    | LA Galaxy              | Major League Soccer | 35         | 6          | 0     | 0     | —              | —              | 35     | 6      |
| 1997    | LA Galaxy              | Major League Soccer | 30         | 1          | 0     | 0     | —              | —              | 30     | 1      |
| 1998    | LA Galaxy              | Major League Soccer | 32         | 3          | 0     | 0     | —              | —              | 32     | 3      |
| 1999    | LA Galaxy              | Major League Soccer | 37         | 3          | 2     | 1     | —              | —              | 39     | 4      |
| 2000    | LA Galaxy              | Major League Soccer | 32         | 7          | 0     | 0     | —              | —              | 32     | 7      |
| 2001    | LA Galaxy              | Major League Soccer | 28         | 6          | 1     | 0     | —              | —              | 29     | 6      |
| 2001/02 | SC Bastia              | Ligue 1             | 11         | 0          | 4     | 0     | —              | —              | 15     | 0      |
| 2002/03 | SC Bastia              | Ligue 1             | 11         | 0          | 2     | 0     | —              | —              | 13     | 0      |
| 2003/04 | SC Bastia              | Ligue 1             | 20         | 0          | 1     | 0     | —              | —              | 21     | 0      |
| 2004/05 | SC Bastia              | Ligue 1             | 18         | 0          | 2     | 0     | —              | —              | 20     | 0      |
| 2005    | FC Dallas              | Major League Soccer | 27         | 0          | 1     | 0     | —              | —              | 28     | 0      |
| 2006    | FC Dallas              | Major League Soccer | 30         | 1          | 0     | 0     | —              | —              | 30     | 1      |
| 2007    | Colorado Rapids        | Major League Soccer | 9          | 0          | 0     | 0     | —              | —              | 9      | 0      |
| 2007    | D.C. United            | Major League Soccer | 17         | 0          | 0     | 0     | 1              | 0              | 18     | 0      |
| 2008    | LA Galaxy              | Major League Soccer | 25         | 0          | 0     | 0     | —              | —              | 25     | 0      |
| Totaal  | Totaal                 | Totaal              | 365        | 30         | 13    | 1     | 1              | 0              | 379    | 31     |

## Interlandcarrière
Vanney maakte op 21 december 1996 zijn debuut in het voetbalelftal van de Verenigde Staten, tijdens een kwalificatiewedstrijd voor het WK 1998 tegen Guatemala.Van bondscoach Steve Sampson moest hij op de reservebank beginnen. Vanaf daar zag hij landgenoten Predrag Radosavljević en Frankie Hejduk scoren en 
tegenstanders Juan Manuel Funes en Juan Carlos Plata ook tot doelpunten komen. Na zeventig minuten mocht Vanney invallen voor Eddie Pope. In 2002 werd hij als reserve aangewezen voor het WK in Japan en Zuid-Korea. Door een blessure van Chris Armas werd hij opgeroepen, maar vier dagen later raakte hij zelf ook geblesseerd, waardoor Steven Cherundolo naar het WK mee ging. Zijn eerste doelpunt maakte hij op 13 mei 2004, tijdens zijn negenentwintigste interlandoptreden. Na twee doelpunten van DaMarcus Beasley besliste hij de wedstrijd tegen Grenada: 3–0. In 2005 maakte hij onderdeel uit van de Amerikaanse selectie voor de Gold Cup. Op dit toernooi zouden de VS uiteindelijk de finale na strafschoppen winnen. Vanney speelde in drie wedstrijden mee op dit toernooi.
| Interlands van Greg Vanney voor Verenigde Staten | Interlands van Greg Vanney voor Verenigde Staten | Interlands van Greg Vanney voor Verenigde Staten | Interlands van Greg Vanney voor Verenigde Staten | Interlands van Greg Vanney voor Verenigde Staten | Interlands van Greg Vanney voor Verenigde Staten | Interlands van Greg Vanney voor Verenigde Staten |
| №                                                | Datum                                            | Wedstrijd                                        | Uitslag                                          | Competitie                                       | Goals                                            |                                                  |
| Als speler bij LA Galaxy                         | Als speler bij LA Galaxy                         | Als speler bij LA Galaxy                         | Als speler bij LA Galaxy                         | Als speler bij LA Galaxy                         | Als speler bij LA Galaxy                         | Als speler bij LA Galaxy                         |
| ------------------------------------------------ | ------------------------------------------------ | ------------------------------------------------ | ------------------------------------------------ | ------------------------------------------------ | ------------------------------------------------ | ------------------------------------------------ |
| 1                                                | 21 december 1996                                 | Guatemala – Verenigde Staten                     | 2 – 2                                            | WK 1998 kwalificatie                             |                                                  |                                                  |
| 2                                                | 7 augustus 1997                                  | Verenigde Staten – Ecuador                       | 0 – 1                                            | Vriendschappelijk                                |                                                  |                                                  |
| 3                                                | 14 maart 1998                                    | Verenigde Staten – Paraguay                      | 2 – 2                                            | Vriendschappelijk                                |                                                  |                                                  |
| 4                                                | 8 september 1998                                 | Jamaica – Verenigde Staten                       | 2 – 2                                            | Vriendschappelijk                                |                                                  |                                                  |
| 5                                                | 29 januari 2000                                  | Chili – Verenigde Staten                         | 1 – 2                                            | Vriendschappelijk                                |                                                  |                                                  |
| 6                                                | 16 februari 2000                                 | Verenigde Staten – Peru                          | 1 – 0                                            | Gold Cup 2000                                    |                                                  |                                                  |
| 7                                                | 6 juni 2000                                      | Ierland – Verenigde Staten                       | 1 – 1                                            | Vriendschappelijk                                |                                                  |                                                  |
| 8                                                | 16 juli 2000                                     | Guatemala – Verenigde Staten                     | 1 – 1                                            | WK 2002 kwalificatie                             |                                                  |                                                  |
| 9                                                | 23 juli 2000                                     | Costa Rica – Verenigde Staten                    | 2 – 1                                            | WK 2002 kwalificatie                             |                                                  |                                                  |
| 10                                               | 25 oktober 2000                                  | Verenigde Staten – Mexico                        | 2 – 0                                            | Vriendschappelijk                                |                                                  |                                                  |
| 11                                               | 27 januari 2001                                  | Verenigde Staten – China                         | 2 – 1                                            | Vriendschappelijk                                |                                                  |                                                  |
| 12                                               | 3 februari 2001                                  | Verenigde Staten – Colombia                      | 0 – 1                                            | Vriendschappelijk                                |                                                  |                                                  |
| 13                                               | 3 maart 2001                                     | Verenigde Staten – Brazilië                      | 1 – 2                                            | Vriendschappelijk                                |                                                  |                                                  |
| 14                                               | 5 september 2001                                 | Costa Rica – Verenigde Staten                    | 2 – 0                                            | WK 2002 kwalificatie                             |                                                  |                                                  |
| 15                                               | 11 november 2001                                 | Trinidad en Tobago – Verenigde Staten            | 0 – 0                                            | WK 2002 kwalificatie                             |                                                  |                                                  |
| 16                                               | 3 april 2002                                     | Verenigde Staten – Mexico                        | 1 – 0                                            | Vriendschappelijk                                |                                                  |                                                  |
| 17                                               | 17 april 2002                                    | Ierland – Verenigde Staten                       | 2 – 1                                            | Vriendschappelijk                                |                                                  |                                                  |
| 18                                               | 16 mei 2002                                      | Verenigde Staten – Jamaica                       | 5 – 0                                            | Vriendschappelijk                                |                                                  |                                                  |
| Als speler bij SC Bastia                         |                                                  |                                                  |                                                  |                                                  |                                                  |                                                  |
| 19                                               | 26 mei 2003                                      | Verenigde Staten – Wales                         | 2 – 0                                            | Vriendschappelijk                                |                                                  |                                                  |
| 20                                               | 8 juni 2003                                      | Verenigde Staten – Nieuw-Zeeland                 | 2 – 1                                            | Vriendschappelijk                                |                                                  |                                                  |
| 21                                               | 19 juni 2003                                     | Turkije – Verenigde Staten                       | 2 – 1                                            | Confederations Cup 2003                          |                                                  |                                                  |
| 22                                               | 6 juli 2003                                      | Verenigde Staten – Paraguay                      | 2 – 0                                            | Vriendschappelijk                                |                                                  |                                                  |
| 23                                               | 12 juli 2003                                     | Verenigde Staten – El Salvador                   | 2 – 0                                            | Gold Cup 2003                                    |                                                  |                                                  |
| 24                                               | 14 juli 2003                                     | Verenigde Staten – Martinique                    | 2 – 0                                            | Gold Cup 2003                                    |                                                  |                                                  |
| 25                                               | 19 juli 2003                                     | Verenigde Staten – Cuba                          | 5 – 0                                            | Gold Cup 2003                                    |                                                  |                                                  |
| 26                                               | 26 juli 2003                                     | Verenigde Staten – Costa Rica                    | 3 – 2                                            | Gold Cup 2003                                    |                                                  |                                                  |
| 27                                               | 31 maart 2004                                    | Polen – Verenigde Staten                         | 0 – 1                                            | Vriendschappelijk                                |                                                  |                                                  |
| 28                                               | 2 juni 2004                                      | Verenigde Staten – Honduras                      | 4 – 0                                            | Vriendschappelijk                                |                                                  |                                                  |
| 29                                               | 13 juni 2004                                     | Verenigde Staten – Grenada                       | 3 – 0                                            | WK 2002 kwalificatie                             | 90'                                              |                                                  |
| 30                                               | 20 juni 2004                                     | Grenada – Verenigde Staten                       | 2 – 3                                            | WK 2002 kwalificatie                             |                                                  |                                                  |
| 31                                               | 18 augustus 2004                                 | Jamaica – Verenigde Staten                       | 1 – 1                                            | WK 2002 kwalificatie                             |                                                  |                                                  |
| 32                                               | 8 september 2004                                 | Panama – Verenigde Staten                        | 1 – 1                                            | WK 2002 kwalificatie                             |                                                  |                                                  |
| Als speler bij FC Dallas                         |                                                  |                                                  |                                                  |                                                  |                                                  |                                                  |
| 33                                               | 28 mei 2005                                      | Verenigde Staten – Engeland                      | 1 – 2                                            | Vriendschappelijk                                |                                                  |                                                  |
| 34                                               | 9 juli 2005                                      | Verenigde Staten – Canada                        | 2 – 0                                            | Gold Cup 2005                                    |                                                  |                                                  |
| 35                                               | 16 juli 2005                                     | Verenigde Staten – Jamaica                       | 3 – 1                                            | Gold Cup 2005                                    |                                                  |                                                  |
| 36                                               | 24 juli 2005                                     | Verenigde Staten – Panama                        | 0 – 0 (3 – 1 n.s.)                               | Gold Cup 2005                                    |                                                  |                                                  |
| 37                                               | 7 september 2005                                 | Guatemala – Verenigde Staten                     | 0 – 0                                            | WK 2006 kwalificatie                             |                                                  |                                                  |

## Trainerscarrière
Na zijn voetbalpensioen werd Vanney aangesteld door Real Salt Lake als hoofd jeugdopleidingen. Deze functie vervulde hij van 2008 tot 2011. Daarna werd hij assistent-trainer bij Chivas USA. Na bijna twee jaar vertrok hij om een jaar later hoofd jeugdopleidingen te worden bij Toronto FC. In augustus 2014 werd Vanney aangesteld als hoofdtrainer van die club, na het ontslag van Ryan Nelsen. Van de resterende tien competitiewedstrijden dat seizoen won hij er twee met zijn team, tegenover zes nederlagen en twee gelijke spelen. In 2016, 2017 en 2018 won hij met Toronto het Canadian Championship. Het lukte hem en zijn team in 2017 ook om de MLS Supporters' Shield te winnen voor het behalen van de meeste punten in dat Major League Soccer-seizoen. Hierop werd Vanney ook verkozen tot de beste trainer van de competitie en later tot de beste trainer van de gehele CONCACAF-regio. In januari 2021 maakte Vanney de overstap naar LA Galaxy, de club waarvoor hij zeven seizoenen als speler actief is geweest.

## Erelijst
| Competitie                                 |            |                  |            |            |
| Competitie                                 | Aantal     | Jaren            |            |            |
| Als speler                                 | Als speler | Als speler       | Als speler | Als speler |
| LA Galaxy                                  | LA Galaxy  | LA Galaxy        | LA Galaxy  | LA Galaxy  |
| ------------------------------------------ | ---------- | ---------------- | ---------- | ---------- |
| MLS Supporters' Shield                     | 1          | 1998             |            |            |
| US Open Cup                                | 1          | 2001             |            |            |
| CONCACAF Champions League                  | 1          | 2000             |            |            |
| LA Galaxy                                  |            |                  |            |            |
| MLS Supporters' Shield                     | 1          | 2007             |            |            |
| Verenigde Staten                           |            |                  |            |            |
| CONCACAF Gold Cup                          | 1          | 2005             |            |            |
| Individueel                                |            |                  |            |            |
| Major League Soccer – Best XI              | 2          | 2000, 2001       |            |            |
| Als trainer                                |            |                  |            |            |
| Toronto FC                                 |            |                  |            |            |
| MLS Cup                                    | 1          | 2017             |            |            |
| Canadian Championship                      | 3          | 2016, 2017, 2018 |            |            |
| MLS Supporters' Shield                     | 1          | 2017             |            |            |
| Los Angeles Galaxy                         |            |                  |            |            |
| MLS Cup                                    | 1          | 2024             |            |            |
| Individueel                                |            |                  |            |            |
| Major League Soccer – Trainer van het jaar | 1          | 2017             |            |            |
| CONCACAF – Trainer van het jaar            | 1          | 2017             |            |            |